# Aue
Aue är en ort, tidigare stad, i staden Aue-Bad Schlema i distriktet Erzgebirgskreis i den tyska delstaten Sachsen. Aue upphörde som stad den 1 januari 2019 när den tillsammans med kommunen Bad Schlema bildade staden Aue-Bad Schlema.
Orten ligger i dalgången av floden Zwickauer Mulde. Den var fram till 1900-talet ett betydande centrum för gruvdrift och maskin-, metall- och textilindustri. Aue blev stad 1629.

## Idrott
FC Erzgebirge Aue spelar i 2. Bundesliga och blev under 1950-talet östtyska mästare tre gånger. 